# Martine Barraqué
Martine Barraqué (eigentlich Martine Barraqué-Curie) ist eine französische Filmeditorin.

## Leben
Nach einem Handelsstudium, das sie mit Diplom abschloss, brachte sich Martine Barraqué den Filmschnitt autodidaktisch bei. Ab 1971 kam sie regelmäßig als Editorin von Filmen François Truffauts zum Einsatz. Mehrfach arbeitete sie dabei mit Yann Dedet zusammen, wie etwa bei Die amerikanische Nacht (1973) und Die Geschichte der Adèle H. (1975). Für ihre Arbeit an Truffauts preisgekröntem Filmdrama Die letzte Metro (1980) erhielt Barraqué den César in der Kategorie Bester Schnitt. Auch bei Truffauts letzten Filmen, dem Liebesdrama Die Frau nebenan (1981) und der Kriminalkomödie Auf Liebe und Tod (1983), war Barraqué für den Schnitt verantwortlich. Suzanne Schiffman, eine enge Vertraute Truffauts und Drehbuchautorin vieler Werke des französischen Filmemachers, engagierte Barraqué für den Schnitt ihres Regiedebüts Der Mönch und die Hexe (1987). 
Neben ihrer Arbeit als Filmeditorin unterrichtete Barraqué an der französischen Filmhochschule La fémis in Paris.

## Filmografie (Auswahl)
- 1971: Zwei Mädchen aus Wales und die Liebe zum Kontinent (Les Deux Anglaises et le continent)
- 1972: Ein schönes Mädchen wie ich (Une belle fille comme moi)
- 1973: Die amerikanische Nacht (La Nuit américaine)
- 1975: Die Geschichte der Adèle H. (L’Histoire d’Adèle H.)
- 1977: Der Mann, der die Frauen liebte (L’Homme qui aimait les femmes)
- 1978: Das grüne Zimmer (La Chambre verte)
- 1979: Liebe auf der Flucht (L’Amour en fuite)
- 1980: Die letzte Metro (Le Dernier métro)
- 1981: Doch das Leben geht weiter (La Vie continue)
- 1981: Die Frau nebenan (La Femme d’à côté)
- 1982: Die Legion der Verdammten (Les Misérables)
- 1983: Auf Liebe und Tod (Vivement dimanche!)
- 1984: Unter Frauen (Vive les femmes!)
- 1984: Die Enthüllung (Rive droite, rive gauche)
- 1985: Mit Eskorte zum Altar (Le Mariage du siècle)
- 1986: Ein Tag in Paris (Suivez mon regard)
- 1986: Mord an einem regnerischen Sonntag (Mort un dimanche de pluie)
- 1987: Der Mönch und die Hexe (Le Moine et la sorcière)
- 1988: Frequenz Mord (Fréquence meurtre)
- 1989: Die Französische Revolution (La Révolution française)
- 1989: Der wiedergefundene Freund (Reunion)
- 1991: Im Schatten der Golanhöhen (Pour Sacha)
- 1992: Das Gesetz der Mafia (Le Grand Pardon II)
- 1996: Sex, Lügen und Intrigen (Portraits chinois)
- 1997: Kommissar Navarro (Navarro) (TV-Serie, zwei Folgen)
- 2001: Les Fantômes de Louba
- 2002: Les Amants du Nil
- 2002: Opfertod (Sunduq al-dunyâ)
- 2005: Le Juge est une femme (TV-Serie, eine Folge)
- 2006: L’Affaire Villemin (TV-Miniserie)
- 2009: Lehrjahre der Macht (L’École du pouvoir) (TV-Film)
- 2009: Ah! La libido
- 2015: Une mère

## Auszeichnungen
- 1976: César in der Kategorie Bester Schnitt für Die letzte Metro